# Sowiecka Formuła 1
Sowiecka Formuła 1 – mistrzostwa Formuły 1 organizowane w ZSRR sporadycznie między 1960 a 1976 rokiem.
W 1960 roku po raz pierwszy Centralny Automobilklub ZSRR wprowadził klasyfikację samochodów wyścigowych wzorowaną na międzynarodowej. Formuła 1 początkowo obejmowała samochody o pojemności silnika do 2500 cm³. W 1963 roku ograniczono pojemność silników do 1500 cm³, jak w ówczesnej międzynarodowej Formule 1. Chociaż mistrzostwa nie były zaaprobowane przez CSI, to podobnie jak w Południowoafrykańskiej oraz Brytyjskiej Formule 1, przepisy były podobne do tych narzucanych przez CSI. Mimo tego, w serii jeździły tylko trzy modele zbliżone specyfikacjami do samochodów Formuły 1: ChADI-8, MADI-01 i Moskwicz G5.
ZSRR, organizując mistrzostwa, chciał pokazać wyższość świata socjalistycznego nad kapitalistycznym w dziedzinie sportów motorowych. Ten cel nie został osiągnięty. Gdy w 1970 roku Jurij Andriejew wygrał mistrzostwa włoskim samochodem Formuły 3 De Sanctis wyposażonym w silnik Ford Cosworth, wśród władz radzieckich nastąpiła panika. Chęć pokazania wyższości konstrukcji socjalistycznych była tak silna, że rząd wprowadził bardzo wysokie opłaty, jakie kierowca musiał złożyć, gdy korzystał z nadwozia bądź silnika wyprodukowanego poza blokiem sowieckim.
W 1968 roku w miejsce Formuły 1 rozegrano mistrzostwa Formuły 5. Pod koniec swojego istnienia seria zmieniła się w typ Formuły Libre, jako że pojawiły się tu samochody, które nie spełniały wymagań popularniejszych: Radzieckiej Formuły 3 i Formuły Wostok, na przykład ZiŁ-112S z silnikiem o pojemności 7 litrów. W 1977 roku w radzieckiej klasyfikacji samochodów wyścigowych zaprzestano wyróżniać Formułę 1.

## Mistrzowie
| Sezon | Mistrz              | Zespół                     | Samochód             | Wyś. | Zw. | Pkt. |
| ----- | ------------------- | -------------------------- | -------------------- | ---- | --- | ---- |
| 1960  | Walerij Szachwerdow | Sowieckaja Armia Leningrad | GA-22-Wołga GAZ      | 2    | 1   | 14   |
| 1963  | Jurij Czwirow       | Trud Moskwa                | Moskwicz G4          | 2    | 1   | 16   |
| 1964  | Gieorgij Surguczew  | Trud Moskwa                | Melkus 63-Wartburg   | 2    | 2   | 20   |
| 1965  | Wiktor Szczawielew  | Trud Moskwa                | Moskwicz G4A         | 3    | 2   | 40   |
| 1966  | Władimir Bubnow     | Trud Moskwa                | Moskwicz G4A         | 4    | 0   | 66   |
| 1967  | Jewgienij Pawłow    | DOSAAF Leningrad           | ASK-Wołga GAZ        | 2    | 1   | 178  |
| 1969  | Wadim Rżecicki      | Trud Moskwa                | Moskwicz G5          | 4    | 0   | 24   |
| 1970  | Jurij Andriejew     | Spartak Moskwa             | De Sanctis-Ford      | 1    | 1   | –    |
| 1971  | Madis Laiv          | Kalev Tallinn              | Estonia 16M-Moskwicz | 3    | 2   | 266  |
| 1972  | Jurij Tierieniecki  | Trud Moskwa                | Moskwicz G5M         | 3    | 2   | 284  |
| 1973  | Nikołaj Kazakow     | Trud Moskwa                | Moskwicz G5M         | 3    | 1   | 256  |
| 1974  | Henry Saarm         | Kalev Tallinn              | Estonia 17-Wołga GAZ | 4    | 3   | 300  |
| 1975  | Guram Dgebuadze     | Spartak Tbilisi            | Estonia 16M-Moskwicz | 4    | 2   | ?    |
| 1976  | Władimir Grekow     | Spartak Krasnodar          | Estonia 18-WAZ       | 4    | 3   | 300  |